# Morska mjesečina
Morska mjesečina (Pelagia noctiluca), meduza iz porodice Pelagiidae. Na latinskom Pelagia potječe od grč. pélagos: otvoreno more, dok noctiluca dolazi od lat. nox: noć i lat. lux: svjetlo, pa se Pelagia noctiluca može opisati kao morski organizam koji ima sposobnost svijetliti u tami.
Ova vrsta meduze koja nosi mnogo drugih pučkih naziva (npr. pučinska mjesečina) naširoko je distribuirana u svim toplim i umjereno toplim vodama svjetskih oceana uključujući Sredozemno more, Crveno more i Atlantski ocean. Može se pronaći i u Tihom oceanu, a viđena je u toplim vodama nedaleko od Havaja, južne Kalifornije i Meksika, ali i ostalim pacifičkim lokacijama. To je tipična odobalna, pučinska vrsta, premda ponekad može biti nanesena blizu obale, a može biti i naplavljena na plažama u velikom broju. Boja joj se razlikuje širom svijeta, a osim ružičaste ili ružičasto-ljubičaste, ponekad je u nijansama zlatnožute do brončane.
Ima je i u Jadranskom moru, najčešća je meduza na južnom Jadranu i trećinu zapažanja otpada na tu vrstu. Neugodna je za kupače i zna uzrokovati zdravstvene poteškoće. Sve veće zakiseljavanje mora uvelike doprinosi njezinu rasprostranjenju. Ta meduza potiče "cvjetanje mora", a posebno velike mase zabilježene su od 2003. do 2007. godine.
U dotad neviđenu događaju 21. studenoga 2007. godine jato morske mjesečine površine 26 km2 istrijebilo je 100.000 lososa u ribljem uzgajalištu u Sjevernoj Irskoj, uzrokovavši štetu od oko 1 milijun GBP.

## Vanjske poveznice
|  | Zajednički poslužitelj ima još gradiva o temi Pelagia noctiluca |
|  | Wikivrste imaju podatke o taksonu Pelagia noctiluca             |